# Saint-Christophe-le-Chaudry
Saint-Christophe-le-Chaudry település Franciaországban, Cher megyében. Lakosainak száma 94 fő (2022. január 1.). Saint-Christophe-le-Chaudry Culan, Loye-sur-Arnon, Reigny és Vesdun községekkel határos.

## Népesség
A település népessége az elmúlt években az alábbi módon változott:
| Lakosok száma | 210  | 123  | 120  | 124  | 99   | 105  | 104  | 97   | 94   | 94   |
|               | 1968 | 1982 | 1990 | 2006 | 2013 | 2015 | 2017 | 2019 | 2020 | 2022 |